# TeraPlast Arena
|  |

Sala Polivalentă Unirea, denumită începând din 2023 din motive de sponsorizare TeraPlast Arena, situată pe Strada Aerodromului nr. 33, este o sală de sport din Bistrița, România. Parte a complexului sportiv multifuncțional Complexul Sportiv Unirea, este folosită ca bază locală pentru echipa de handbal din oraș, CS Gloria 2018 Bistrița-Năsăud.
Sala Polivalentă Unirea, în care CS Gloria 2018 Bistrița-Năsăud își desfășoară meciurile de pe teren propriu, a fost proiectată de către Dico și Țigănaș și Someș Top Grup SRL, a costat 135 146 387 lei (107 946 387 lei de la bugetul național și 27 200 000 lei de la bugetul județean) și a fost inaugurată în august 2022. Sala are o suprafață de 7.350 m2 și poate găzdui 3.007 spectatori la jocurile de echipă în sală. În sală, pe primul rând de gradene, există un spațiu amenajat pentru presă cu o capacitate de 20-40 de persoane iar la parter o sală pentru conferințele de presă. De asemenea, la parter există vestiare, săli de recuperare, cabinete medicale, sală de forță, sală de antrenament și depozite pentru echipamentul sportiv. La etajul II se află un bar, un restaurant cu spațiu pentru 190 de persoane, o cabină tehnică care include si punctul de comandă pentru pompieri și mai multe încăperi care pot fi folosite la evenimente sportive, întruniri și conferințe. Primul eveniment sportiv desfășurat în această sală a fost ediția a 52-a a Trofeului Carpați la handbal feminin în perioada 29 septembrie-1 octombrie 2022.
Lângă sală se află terenuri pentru baschet, fotbal, handbal, tenis și o pistă de alergare cu opt culoare, un minihotel cu 30 de camere a două locuri dispuse pe trei etaje și o parcare cu 477 locuri. Întregul Complex Sportiv Unirea are o suprafață de 30.166 m2.
În martie 2023, compania TeraPlast a câștigat licitația publică de închiriere a spațiilor publicitare, astfel numele sălii a fost schimbat în TeraPlast Arena. Acordul este valabil cinci ani iar TeraPlast va plăti 660 000de lei pe an.